# Ross McCormack
Ross McCormack es un futbolista escocés que juega como delantero en el Doncaster City F. C.

## Trayectoria

### Rangers
Nacido en Glasgow, comenzó su carrera en el Rangers, se unió al club el 4 de junio de 2002. Hizo su primera aparición el 1 de mayo de 2004 contra el Motherwell a los 17 años. McCormack anotó su primer gol para el club en el partido final de la temporada 2003-04 contra Dunfermline Athletic en East End Park.
En 2005-06 marcó el gol del empate en el 1-1 frente al FC Porto en la UEFA Champions League, la cual fue su primera aparición en Europa.

### Doncaster Rovers
A pesar de su memorable gol ante el FC Porto, McCormack fue enviado a préstamo al club inglés de la League One, Doncaster Rovers, en enero de 2006 para ganar experiencia en el equipo. Anotó cinco veces para el Doncaster.

### Motherwell
Al comienzo de la temporada 2006-07, a McCormack se le dijo que no figuraba en los planes del nuevo equipo del Rangers a cargo del francés, Paul Le Guen, y se le dio la carta de libertad y se unió al Motherwell. Sin embargo, su primera temporada en el Motherwell se vio seriamente obstaculizada por un virus y numerosas lesiones. Regresó a la siguiente temporada y se convirtió en un fijo del primer equipo, donde se encontró más cómodo para jugar en un 4-3-3, y en donde recibió, en octubre de 2007, el premio al Jugador Joven del Mes. La temporada también vio una mejora en su cuenta goleadora ya que anotó un total de 11 goles, a pesar de que llegó a esta marca, el 16 de febrero de 2008 con un doblete contra el Gretna sufrió una sequía de goles en los 14 partidos restantes de la temporada.

### Cardiff City
En 2008 se trasladó al Cardiff City de la Football League Championship una vez terminado su contrato. A su llegada, McCormack dijo que una de las razones más grandes que lo convenció para firmar por el club, junto con la oportunidad de jugar al fútbol con el primer equipo y el grupo de jugadores escoceses en los libros del club, fue la presencia de su ídolo Robbie Fowler, solo por el exjugador de la selección inglesa, el cual dejaría el club poco después.
El primer gol de McCormack para Cardiff fue en un torneo de pretemporada (Copa Algarve) ante el Vitória de Guimarães, en el que anotó dos en la victoria por 2-1. Hizo su debut en la Liga en la jornada inaugural de la temporada en la victoria por 2-1 sobre el Southampton y anotó su primer gol oficial en el Cardiff en un empate 1-1 contra uno de sus exequipos, el Doncaster Rovers, a la semana siguiente.
La primera aparición competitiva de McCormack en la temporada 2010-11, llegó como suplente en el empate 1-1 en el primer partido de liga de la temporada contra el Sheffield United. Anotó sus primeros goles en la nueva temporada en el tiempo extra en el partido contra Burton Albion por la primera ronda de la Copa de la Liga, anotando dos goles. Pero con Michael Chopra y Jay Bothroyd por delante de él en nivel de importancia en la plantilla. McCormack era el tercer delantero de Cardiff, y cuando firmó Craig Bellamy y Andy Keogh parecía que el lugar de McCormack en el equipo era más en la blanquilla que en el campo.

### Leeds United
El 24 de agosto de 2010, Cardiff acordó una tarifa con el Leeds United sobre una posible transferencia. Tres días después, el 27 de agosto, McCormack llegó a un acuerdo con el Leeds por un contrato de tres años por un precio de alrededor de £350.000. Hizo su debut en el Leeds United, el 28 de agosto de 2010 entrado como sustituto en el minuto 70 en la victoria por 1-0 sobre Watford. McCormack hizo su debut en el Elland Road entrando en el segundo tiempo en la victoria por 3-1 sobre el Swansea City, antes de hacer su primera aparición entre los titulares en un 0-0 con el Doncaster Rovers.

## Selección nacional
Jugó diez veces para la selección de escocia sub-21 entre 2006-2008 anotando tres goles, también fue destacado una vez para la Selección de fútbol de Escocia B. Hizo su debut con el equipo nacional de fútbol de Escocia en 2008, ha sido internacional en 13 ocasiones en total, anotando dos veces, una vez en un 2-1 frente a Islandia por las eliminatorias para la Copa Mundial de la FIFA 2010 y en un amistoso 3-1 contra el equipo nacional de fútbol de Australia.
El 24 de agosto de 2013, después de anotar 4 goles en sus primeros 5 juegos para Leeds durante la temporada 2013-14, McCormack fue citado al equipo de Gordon Strachan para los partidos de Escocia por la clasificación para el Mundial de Brasil contra Bélgica y Macedonia.

## Vida personal
El 27 de octubre de 2009, McCormack, fue arrestado en Cardiff Bay por un cargo de alcohol al volante después de estrellar su Range Rover en barandas de metal en las primeras horas de la mañana.
McCormack está comprometido con la modelo Courtney St John, la pareja tuvo su primer hijo 'Layton' en diciembre de 2011.

## Premios
- Football League Championship Player of the Month Award (1): noviembre de 2013
- Leeds United Goal of the Season Award (1): 2012–13 vs Tottenham Hotspur
- Yorkshire Evening Post Player Of The Year Award: 2011–12
- Scottish Premier League Young Player of the Month Award (2): octubre de 2007, noviembre de 2007